# Dødens Skørt
Dødens Skørt er en dansk oplysningsfilm fra 2013, der er instrueret af Astrid Ågot Nielsen og Giuliana Holm.

## Handling
I El Salvador har skørtet en særlig betydning for de gamle indianske kvinder. De unge piger går i dag i bukser. Em gammel indiansk kvinde fortæller om hverdagen og tidligere regeringers forsøg på etnisk udrensning.